# Topologische Entropie
Die topologische Entropie ist eine Invariante, die die Komplexität dynamischer Systeme misst. Sie verallgemeinert den (maßtheoretischen) Begriff der Kolmogorow-Sinai-Entropie auf nicht notwendig maßerhaltende dynamische Systeme.
Die Entropie misst die Chaotizität eines dynamischen Systems. Man bezeichnet dynamische Systeme als chaotisch, wenn ihre Entropie positiv ist.

## Definitionen
Sei {\displaystyle X} ein kompakter topologischer Raum und {\displaystyle f\colon X\to X} eine stetige Abbildung.

### Definition nach Adler-Konheim-McAndrew
Die topologische Entropie {\displaystyle h(f)} des durch Iteration von {\displaystyle f} definierten dynamischen Systems wird wie folgt definiert.
Für eine endliche offene Überdeckung {\displaystyle {\mathcal {U}}}
{\displaystyle X=\cup _{i=1}^{n}U_{i}}
von {\displaystyle X} durch offene Mengen {\displaystyle U_{i}} bezeichnen wir mit
{\displaystyle H({\mathcal {U}})}
den Logarithmus der minimalen Anzahl von Mengen aus {\displaystyle {\mathcal {U}}}, die bereits ganz {\displaystyle X} überdecken. Für zwei offene Überdeckungen {\displaystyle {\mathcal {U}}} und {\displaystyle {\mathcal {V}}} bezeichnen wir mit {\displaystyle {\mathcal {U}}\vee {\mathcal {V}}} die Überdeckung durch offene Mengen der Form
{\displaystyle U_{i}\cap V_{j}} mit {\displaystyle U_{i}\in {\mathcal {U}},V_{j}\in {\mathcal {V}}}.
Mit diesen Bezeichnungen wird die topologische Entropie von {\displaystyle f} definiert als
{\displaystyle h(f)=\sup _{\mathcal {U}}\lim _{n\to \infty }{\frac {1}{n}}H({\mathcal {U}}\vee f^{-1}{\mathcal {U}}\vee \ldots \vee f^{-n+1}{\mathcal {U}})},
wobei das Supremum über alle offenen Überdeckungen {\displaystyle {\mathcal {U}}} genommen wird.

### Metrische Definition nach Bowen und Dinaburg
Sei {\displaystyle (X,d)} ein metrischer Raum und {\displaystyle f\colon X\to X} wieder eine stetige Abbildung.
Für alle {\displaystyle n\in \mathbb {N} } definieren wir eine neue Metrik durch
{\displaystyle d_{n}(x,y)=max\left\{d(f^{k}(x),f^{k}(y)):0\leq k\leq n-1\right\}}.
Für {\displaystyle \epsilon >0} sei
{\displaystyle N(d_{n},\epsilon )}
die maximale Kardinalität einer Menge {\displaystyle M\subset X} mit {\displaystyle d_{n}(m,m^{\prime })\geq \epsilon } für alle {\displaystyle m\not =m^{\prime }\in M}.
Dann definieren wir die topologische Entropie von {\displaystyle f} durch
{\displaystyle h(f)=\lim _{\epsilon \to 0}\limsup _{n\to \infty }{\frac {1}{n}}\log N(d_{n},\epsilon )}.
Wenn {\displaystyle X} ein kompakter metrischer Raum ist, dann stimmt diese Definition mit der von Adler-Konheim-McAndrew überein.

## Beispiele
- Für eine Isometrie {\displaystyle f} oder allgemeiner eine Lipschitz-stetige Abbildung mit Lipschitz-Konstante {\displaystyle \leq 1} ist {\displaystyle h(f)=0}.
- Für eine logistische Abbildung {\displaystyle f(x)=\mu x(1-x)} mit {\displaystyle \mu >2+{\sqrt {5}}} ist {\displaystyle h(f)=\ln(2)}.
- Die topologische Entropie der Winkelverdopplungsabbildung ist {\displaystyle \ln(2)}.
- Die topologische Entropie der Shiftabbildung auf {\displaystyle k} Symbolen ist {\displaystyle \ln(k)}.[2]

## Eigenschaften
- {\displaystyle h(f^{k})=kh(f)}.
- Für einen Homöomorphismus ist {\displaystyle h(f^{-1})=h(f)}.
- {\displaystyle h(gfg^{-1})=h(f)} für jeden Homöomorphismus {\displaystyle g} und beliebige {\displaystyle f}.
- Die topologische Entropie hängt nur von der Topologie, nicht von der zugrundeliegenden Metrik ab.